# Wir sind Deutschland
Wir sind Deutschland (kurz WsD) ist eine Bürgerinitiative, die sich selbst als alternatives Sprachforum zu Pegida sieht und regelmäßig Demonstrationen in Bautzen, Dresden, Plauen und Schwedt veranstaltet. Gegründet wurde die Bewegung von Michael Oheim. 2016 zog er sich aus der Initiative zurück.  

## Veranstaltungen
Ein Unterschied zu Pegida-Demonstrationen ist das Fehlen von Plakaten, Fahnen sowie „Wir sind das Volk“- und „Lügenpresse“-Sprechchören bei ihren Veranstaltungen. Seit dem 20. September 2015 gab es bis 2016 regelmäßig Demonstrationen in Plauen und seit 15. November in Bautzen. Weitere Demonstration von WsD starteten mit dem 29. November 2015 in Dresden. Die Initiative arbeitet an der Expansion ihrer Veranstaltungen in andere Städte. Die Veranstaltungen der WsD finden meistens an Montagen oder Sonntagen statt.

### Teilnehmeranzahl
Die Teilnehmerzahl bei WsD-Veranstaltungen ist in den jeweiligen Städten unterschiedlich, im Bereich um Hundert in Dresden, in Plauen hingegen zählte man meist über tausend Teilnehmer. Am 8. November 2015 beteiligten sich nach Angaben der örtlichen Polizei über 4000 Menschen an einer WsD-Veranstaltung, an anderen Tagen 5000 Menschen.

### Redner
Die WsD lud am 22. April 2016 den CDU-Politiker und ehemaligen Vizepräsidenten der OSZE Willy Wimmer ein.
Auch umstrittene Redner wie Ken Jebsen wurden eingeladen.